# 杜新军
杜新军（1964年10月—），男，汉族，河南长垣人，1983年参加工作，1985年加入中共，河南省委党校在职工商管理硕士学位。现任郑州市政协主席。

## 简历
1981年到1983年在安阳地区第二师范学校学习，后进入长垣县恼里乡任秘书、干事。
2004年8月任新乡市卫滨区区长。2006年4月至2012年3月，历任卫辉市市长，市委书记。2012年3月，任中共新乡市委组织部常务副部长。2014年2月，任安阳市政府副市长。2016年9月，中共商丘市委常委。2019年4月，任濮阳市监察委员会主任。2020年6月，任中共郑州市委常委、市纪委书记；2021年9月，任中共郑州市委副书记；
2022年4月，任郑州市政协主席。